# El Robinson suizo
El Robinson suizo o La familia Robinson suiza (Der Schweizerische Robinson) es una novela publicada en 1812, escrita por el pastor Johann David Wyss y editada por su hijo Johann Rudolf Wyss. Trata de una familia suiza que naufraga en las Indias Orientales de camino a Port Jackson (Australia).

## Historia
Fue escrita por el pastor Johann David Wyss, y editada por su hijo Johann Rudolf Wyss. El padre concibió la novela con la intención de enseñar a sus cuatro hijos acerca de los valores familiares, las buenas costumbres, los usos del mundo natural y la confianza en uno mismo. La actitud de Wyss estaba en línea con las enseñanzas de Jean-Jacques Rousseau, y muchas de los episodios están basados en lecciones de moral cristiana como: frugalidad, costumbres, aceptación, resignación, cooperación, etc.

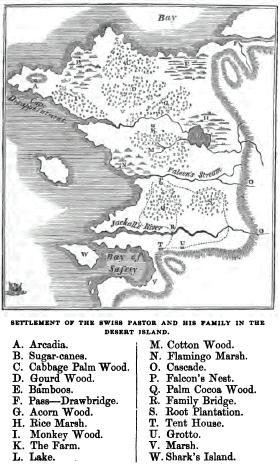
Mapa de la "Nueva Suiza".

Las aventuras son presentadas como una serie de lecciones de historia natural y de ciencias físicas, y recuerdan a otros libros de educación similares de la época; por ejemplo, Rural Walks: in Dialogues Intended for the Use of Young Persons (1795), Rambles Further: A Continuation of Rural Walks (1796), A Natural History of Birds, Intended Chiefly For Young persons (1807), de Charlotte Turner Smith. Sin embargo, la novela difiere de otras basadas en el modelo de Defoe y su Robinson Crusoe, se desarrolla como una genuina historia de aventuras, y presenta una fauna científicamente imposible, que incluye pingüinos, ostras, leones, tigres, osos, pecaríes, jabalíes, tapires, boas, canguros, elefantes, hienas, lobos, chacales, morsas, flamencos, salmones, truchas y esturiones, y la flora incluye plantas de caucho, lino, palmas de coco, palma sagú y Myrica cerifera; y todo en una sola isla para la edificación, la alimentación, el vestido y la conveniencia de los niños.
Ha habido varias ampliaciones de la historia original; una de las más destacadas es la deliciosa continuación de Jules Verne de 1902: "Segunda patria".
Aunque las adaptaciones de cine y televisión normalmente llevan el nombre de la familia "Robinson", éste no es el nombre de la familia suiza: el "Robinson" del título se refiere a Robinson Crusoe. El nombre significa en alemán "El Robinson suizo" o "El Robinson a la suiza", lo que supone la versión suiza de Robinson Crusoe, en lugar de una familia suiza de nombre Robinson.

## Otras adaptaciones
La novela tiene numerosas adaptaciones .
- Al-Ṭurfa al-Šahiyya fī aḫbār al-ʿAʾila al-Swīsiyya – Adaptación Árabe  (1900)
- Swiss Family Robinson (1940 film) (1940 film)
- Swiss Cheese Family Robinson: episodios del (Super Ratón. 1947.
- Swiss Family Robinson (1960 Disney)
- The Swiss Family Robinson (1976)
- Mountain Family Robinson (1980)
- The New Swiss Family Robinson (1998 film)[2]
- The Adventures of Swiss Family Robinson (1998)

Las adaptaciones de T.V. también son  numerosas.
- English Family Robinson (1957)
- "Perdidos en el espacio" ("Lost in Space"). 1965. Serie de T.V.
- Swiss Family Robinson (1974) - serie canadiense protagonizada por  Chris Wiggins
- The Swiss Family Robinson (1975) -  serie americana protagonizada por Martin Milner
- The Swiss Family Robinson: Flone of the Mysterious Island - (1981) serie animada.
- The Adventures of Swiss Family Robinson (1998 TV series) (1998) - New Zealand series

También ha habido una serie de adaptaciones en película para televisión
- “The Swiss Family Robinson” (1958)
- “The Swiss Family Robinson” (1973)
- “The Swiss Family Robinson” (1973)
- “The Swiss Family Robinson" (1975)
- “Beverly Hills Family Robinson” (1998)
- "The New Swiss Family Robinson" (1998)
- "Swiss Family Robinson Lost in the Jungle" (2000)
- "Stranded" (2002)
- "Swiss Family Robinson: The Remake" (2007)

No hay que olvidar una serie de historietas de aventuras espaciales: "Space Family Robinson" (1962 - 1984), de la que saldría la serie de televisión Perdidos en el espacio.